# Konzeptalbum
Ein Konzeptalbum ist ein Musikalbum, bei dem die einzelnen Titel nicht isoliert, sondern in ihrer thematischen Beziehung zu den anderen Teilen des Albums als Gesamtwerk betrachtet werden. Durch die Ausarbeitung eines musikalischen und textlichen Zusammenhangs wird ein durchgängiges Konzept verfolgt, welches sich auch in andere Bereiche wie etwa die Gestaltung des Covers oder weitere Zusatzelemente wie den Kleidungsstil des Künstlers zur Zeit der Veröffentlichung ausweiten kann. Ein Konzeptalbum kann musikalisch dem typischen Stil des Interpreten widersprechen.

## Musikalischer Hintergrund
Musikalisch kann das Konzept entweder durch eine bewusste stilistische Einheit der Stücke oder durch entsprechende Kontraste zum Ausdruck gebracht werden. Aus diesem übergeordneten Konzept ergibt sich zumeist die Reihenfolge der Lieder. Bei Rockalben spricht man auch von Rockopern, sofern eine fortlaufend erzählte Geschichte vorliegt. Diese Form des Albums wird sehr häufig, aber nicht ausschließlich, in der Progressive-Rock-Szene verwendet.
Als eine der Bedingungen für die Entstehung der Idee „Konzeptalbum“ muss die Entwicklung der Langspielplatte (LP) angesehen werden. Auch die technische Weiterentwicklung im Bereich der Aufnahme- und Tonstudiotechnik seit den 1960er Jahren, beispielsweise durch Stereo- und Mehrspurtechnik, gab entscheidende Impulse, die sich auf musikalische und inhaltliche Aspekte von Konzeptalben auswirkten.
Die Loslösung des Inhalts von seiner Verpackung, wie es bei Download-Alben häufig der Fall ist, lassen das Konzeptalbum als Kunstform mit Multimedia-Charakter heute etwas in den Hintergrund treten. Dazu kommt, dass längst nicht jeder abwärtskompatible DVD-Player oder MP3-Stick die nahtlose Wiedergabe von Titelfolgen beherrscht, was im Alltag anstelle von fließenden musikalischen Übergängen zwischen den Stücken zu kurzen, aber unschönen Zwangspausen führt, die dem eigentlichen Konzept zuwiderlaufen.

## Entwicklung
Schon im Zeitalter der Schellackplatten kam es vor, dass eine Reihe von Musikstücken, die einem bestimmten Thema gewidmet waren, in zusammenhängender Form auf den Markt gebracht wurde.
So veröffentlichte das Label Victor im Juli 1940 zwei aus jeweils drei Schellackplatten bestehende Alben von Woody Guthrie, Dust Bowl Ballads Vol. 1 und Dust Bowl Ballads Vol. 2. Die insgesamt zwölf Folksongs handeln vom Leben, den Nöten und den Hoffnungen der aus den als Dust Bowl bezeichneten Regionen emigrierten Landbevölkerung. Auch die Genesis Suite (aufgenommen am 11. Dezember 1945), initiiert durch den in Hollywood tätigen Bandleader, Dirigenten und Komponisten Nathaniel Shilkret, gehört in diesen Zusammenhang gezielt für die Plattenveröffentlichung geschriebener Kompositionen zu einem gemeinsamen Thema.

### Frank Sinatra
Als einer der Erfinder des Konzeptalbums gilt Frank Sinatra, der die Möglichkeiten der Langspielplatte direkt nach deren Einführung erkannte. Am 4. März 1946 veröffentlichte er für Columbia das Album The Voice of Frank Sinatra, das als die Geburtsstunde des Konzeptalbums gilt. Seit den 1950er Jahren spielte Sinatra zunächst für Capitol und später für Reprise mehrere Dutzend weiterer solcher Alben ein (siehe Frank Sinatra/Diskografie), von denen viele zu Klassikern der internationalen Popmusik wurden. Sein 1958 veröffentlichtes Konzeptalbum Sings for Only the Lonely mit zwölf Torch Songs (etwa „Selbstmitleidsballaden“) gilt gemeinhin als sein Meisterwerk. Zahlreiche Künstler sahen sich von Sinatra inspiriert und griffen die Idee des Konzeptalbums auf.

### Gordon Jenkins
Im Bereich größerer Orchestersuiten war Gordon Jenkins mit seinem erstmals 1946 erschienenen Album Manhattan Tower (Decca, erweiterte Neuaufnahme 1956 für Capitol) der Pionier des Genres. Von ihm stammen auch die ähnlich konzipierten Suiten Seven Dreams (Decca, 1954), The Letter (Capitol, 1959 für Judy Garland und John Ireland) und Reflections On the Future in Three Tenses (Reprise, 1979 für Frank Sinatra).

### Johnny Cash
Johnny Cash veröffentlichte wichtige Konzeptalben der Country-Musik. Sein erstes war Ride This Train im Jahr 1960. Es folgten weitere Arbeiten wie Blood, Sweat & Tears (1963), Bitter Tears (1964) und America (1972).

### Joe Meek & The Blue Men
Joe Meek war ein englischer Plattenproduzent, Soundengineer und Songwriter. Mit der Londoner Skiffle-Band West Five, für das Album in The Blue Men umbenannt, veröffentlichte er 1960 die EP I Hear a New World; das vollständige Album erschien allerdings erst 1991. Fasziniert von Raumfahrtprogrammen und überzeugt von der Existenz extraterrestrischen Lebens, erklärte Meek es als Versuch, "ein musikalisches Bild dessen zu schaffen, was im Weltraum existieren könnte".

### The Mothers of Invention
Als erstes Konzeptalbum der Rockmusik wird oft das 1966 erschienene Freak Out! von The Mothers of Invention angeführt, das die Underground-Szene von Los Angeles aus der Perspektive eines „Freaks“ darstellt.

### The Beatles
Ein Jahr später (1967) erschien eines der bedeutendsten Konzeptalben der 1960er Jahre, Sgt. Pepper’s Lonely Hearts Club Band von den Beatles, das ausschlaggebend für die Einführung des Begriffs war. Auf dieser 1967 veröffentlichten Platte nehmen die Beatles die Rolle der im Titel genannten fiktiven Band an, die verschiedene Stücke zum Thema Liebe spielt. Wegen dieser etwas offeneren Thematik wird der Konzeptalbum-Charakter des Albums häufig in Frage gestellt. Seiner historischen Rolle kommt allerdings zugute, dass sich darauf erstmals fließende Übergänge zwischen einzelnen Stücken sowie eine Reprise finden. Diese beiden strukturellen Merkmale sind seitdem fest mit dem Begriff Konzeptalbum verknüpft. Zudem wurde großer Wert auf die äußere Gestaltung der LP-Hülle gelegt, die ausschneidbare Abzeichen sowie Bilder enthielt und auf deren Rückseite erstmals die Liedtexte abgedruckt wurden.

### The Moody Blues
Ebenfalls als eines der ersten Konzeptalben der Rockgeschichte und zudem als Wegbereiter des frühen Psychedelic und Progressive Rock gilt das zweite Studioalbum der britischen Band The Moody Blues, Days of Future Passed, da es den Weg ebnete für ambitionierte Konzeptalben und Klassik-Rock-Kreuzungen, die wichtige Merkmale des Progressive Rock darstellen. Die Liedtexte schildern den Verlauf eines typischen Arbeitstages. Das abschließende Stück Nights in White Satin ist eines der bekanntesten Stücke der Band.

### Pink Floyd
Als die Beatles Sgt. Pepper’s einspielten, arbeiteten Pink Floyd zeitgleich und ebenfalls in den Abbey Road Studios an ihrem Debütalbum The Piper at the Gates of Dawn. Dabei handelte es sich aber noch nicht um ein Konzeptalbum. Später – vor allem in ihrer „klassischen Phase“ unter dem Einfluss von Roger Waters – wurde jedoch das Konzeptalbum mehr und mehr zu ihrem Markenzeichen. Die kommerziell erfolgreichsten Alben Wish You Were Here, The Dark Side of the Moon und vor allem The Wall sind typische Beispiele des Genres. In allen drei LPs gehen die einzelnen Stücke fließend ineinander über, teilweise werden sie durch kurze Geräuschsequenzen verbunden.
Wish You Were Here setzt sich mit dem wegen Drogenmissbrauchs und psychischer Probleme ausgeschiedenen früheren Bandleader Syd Barrett auseinander. Dark Side of the Moon handelt davon, wie normale Menschen in den Wahnsinn getrieben werden können. Das Album Animals teilt die Menschen in drei Kategorien ein und beschreibt sie metaphorisch als Tiere: Hunde, Schafe und Schweine. In The Wall wird die Idee des Konzeptalbums schließlich auf die Spitze getrieben: Die Doppel-LP erzählt die Geschichte des fiktiven Rockstars Pink. Wegen verschiedener traumatischer Erfahrungen schottet er seine Persönlichkeit immer mehr nach außen ab. Diese als Schutz gedachte „Mauer“ wird schließlich nach innen zu seinem eigenen Gefängnis. Am Ende wird Pink von einem imaginären Gericht dazu verurteilt, die Mauer einzureißen und sein Innenleben vor seinesgleichen zu entblößen. The Wall wurde von Alan Parker mit Bob Geldof in der Hauptrolle verfilmt.
Auch nach seiner Trennung von Pink Floyd arbeitete Waters weiter an Konzeptalben. So stellt sein Soloalbum Amused to Death den Fernsehabend eines Schimpansen dar und verwebt darin zeitgeschichtliche Ereignisse wie die Bombardierung von Tripolis und Bengasi, den zweiten Golfkrieg oder das Massaker auf dem Platz des himmlischen Friedens. Umrahmt werden die 14 Lieder des Albums von einem Radio-Interview eines Veteranen aus dem Ersten Weltkrieg.

### Small Faces
Das erste in einer Rundhülle im Mai 1968 veröffentlichte Album Ogdens’ Nut Gone Flake der Small Faces beinhaltete auf der B-Seite als durchgängiges Thema ein von dem Comedian Stanley „Stan the Man“ Unwin stammendes obskures Märchen über die Suche nach der verlorenen Mondhälfte, eingebettet in psychedelisch produzierte Rockmusik.

### Laura Nyro
Als eines der ersten Konzeptalben, die durch den Crossover aus Elementen des Pop, Jazz, Soul, Blues und Gospel gekennzeichnet sind, gilt Laura Nyros Eli and the Thirteenth Confession aus dem Jahr 1968. Thema des Albums ist das Heranwachsen und Erwachsenwerden einer jungen Frau mit starken Anklängen an die Biografie der Autorin, Komponistin und Sängerin. Letzteres trifft auch für ihr Folgealbum New York Tendaberry (1969) über Nyros Heimatstadt und ihre fünfte LP Gonna Take a Miracle (1971, gemeinsam mit Labelle) mit einem musikalischen Rückblick auf die frühen 1960er Jahre zu.

### Willie Nelson
Mit Red Headed Stranger (1975) nahm Willie Nelson eines der bekanntesten und erfolgreichsten Konzeptalben der Country-Musik auf. Es handelt von einem Mann, der seine Frau ermordet und anschließend auf der Flucht ist.

### The Who
Das 1969 veröffentlichte Album Tommy verhalf The Who zum endgültigen Durchbruch. Es handelt von Tommy Walker, einem Jungen, der taub, stumm und blind wird, als er mit ansieht, wie der vom Krieg heimkehrende Vater den Geliebten der Mutter tötet. 1973 erschien das Album Quadrophenia, in dem die Probleme eines Jungen beim Erwachsenwerden im London der 1960er Jahre dargestellt werden. Die Geschichte dieses Jungen („Jimmy“) wird parallel zur Musik im umfangreichen Booklet der Doppel-LP als Fotoroman erzählt.

### Elton John
1974 beschrieb Bernie Taupin in chronologischer Reihenfolge die ihm wichtigsten Meilensteine aus seiner Anfangszeit der Zusammenarbeit mit Elton John von 1967 bis 1970 in London. Die Stücke wurden 1975 auf dem Album Captain Fantastic and the Brown Dirt Cowboy veröffentlicht. Das Album beginnt mit dem Lied Captain Fantastic and the Brown Dirt Cowboy, das von Captain Fantastic (Elton John) und Brown Dirt Cowboy (Bernie Taupin) als unbekannte Anfänger erzählt, die ihren Weg in der Musikwelt finden wollen. Die zehn Stationen des Albums enden mit Curtains, einer Parabel auf die erste gemeinsame Komposition Scarecrow, die als Musikdemo beim Verleger Dick James Music aufgenommen wurde.

### Prince
Prince veröffentlichte mit Love Symbol (1992), The Rainbow Children (2001), Xpectation, C-Note und N.E.W.S (alle 2003) fünf Konzeptalben. Das Konzept auf Love Symbol bezeichnete er als „Phantasie Rock-Seifenoper“. Er entwarf eine Rahmenhandlung zu den Songs über eine Affäre zwischen ihm und einer 16-jährigen Prinzessin aus Kairo, die von Prince’ späterer Ehefrau Mayte Garcia verkörpert wird. Auf The Rainbow Children erzählt er von „Regenbogenkindern“, die das gelobte Land suchen, geprägt von seinem spirituellen Interesse an den Zeugen Jehovas.

### The Alan Parsons Project
1976 erschien das Debütalbum Tales of Mystery and Imagination als Konzeptalbum der Formation The Alan Parsons Project um den Tontechniker Alan Parsons und Rechtsanwalt und Musiker Eric Woolfson. Das Duo lernte sich bei einer Aufnahme kennen und fand schnell heraus, dass beide ein Faible für die Texte von Edgar Allan Poe hatten und beschlossen so, dieses Album zu produzieren. Im Album vertont man ausgewählte Werke von Poe in einer Mischung aus Rocksongs und sinfonischer Musik, die mit Zitaten aus seinen Werken versehen werden und vermitteln dadurch eine melancholische Atmosphäre. Bei dem in den Abbey Road Studios produzierten Werk arbeiteten unter anderem bekannte Musiker, wie Arthur Brown, John Miles sowie Terry Sylvester (The Hollies) zusammen.
Die dann folgenden Alben sind ebenfalls alle Konzeptalben. So beschäftigt sich das Album I Robot (1977) mit Science-Fiction Kurzgeschichten von Isaac Asimov, Pyramid (1978) mit der Geschichte des alten Ägyptens, Eve (1979) mit Frauen. Hieraus ist die bekannteste Auskopplung Lucifer. The Turn of a Friendly Card (1980) beschäftigt sich mit Glücksspiel, im Album Eye in the Sky (1982) geht es um die Überwachung (Big Brother), bei Ammonia Avenue (1984) um industriell-wissenschaftliche Entwicklungen, Vulture Culture (1985) ist die Kritik am Konsumismus (Konsumgesellschaft) das beherrschende Thema, Stereotomy (1985) thematisiert hier den Effekt von Ruhm und Glück aus freudscher Perspektive.

### Nine Inch Nails
The Downward Spiral (1994) von Nine Inch Nails ist ein Beispiel für ein Konzeptalbum, das eine zusammenhängende Geschichte eines Protagonisten erzählt, der in eine Spirale der Selbstzerstörung und des Verfalls gerät. Das Album behandelt Themen wie Depression, Sucht, Gewalt, Selbstverletzung und Suizid. Wiederkehrende Motive wie die Spirale werden verwendet, um den unaufhaltsamen Abstieg darzustellen.